# De Zeven Provinciënklasse (fregat)
De Zeven Provinciënklasse is een klasse van vier luchtverdedigings- en commandofregatten (LCF) van de Koninklijke Marine. De schepen zijn in dienst gesteld in de periode 2002-2005.

## Schepen
| NaamSein | Naam                       | In dienst     |
| -------- | -------------------------- | ------------- |
| F802     | Zr.Ms. De Zeven Provinciën | 26 april 2002 |
| F803     | Zr.Ms. Tromp               | 14 maart 2003 |
| F804     | Zr.Ms. De Ruyter           | 22 april 2004 |
| F805     | Zr.Ms. Evertsen            | 10 juni 2005  |

## Achtergrond
In de jaren tachtig bestudeerde de Koninklijke Marine de mogelijkheid om samen met andere landen één ontwerp voor een fregat te realiseren. Dit stond bekend als NATO Frigate Replacement for '90s (NFR90). Het project viel uit elkaar en Spanje, Duitsland en Nederland besloten in elk geval samen te werken bij het ontwerp van het scheepsplatform. Met Duitsland en Canada werd de APAR radar ontwikkeld. Nederland heeft zelfstandig de SMART-L radar ontwikkeld. Spanje heeft zijn schepen voorzien van het Amerikaanse Aegis radar- en vuurleidingssysteem, terwijl Canada inmiddels heeft afgezien van de bouw van fregatten.
Frankrijk, Italië en het Verenigd Koninkrijk zijn in 1992 doorgegaan met het Horizon project. Het Verenigd koninkrijk is er uitgestapt om met het eigen Type 45 verder te gaan. Van dat type waren ooit twaalf schepen gepland, maar zijn er zes gebouwd.
Duitsland bouwt 3 schepen, Spanje heeft er 4 en Noorwegen heeft er inmiddels 5 in Spanje besteld. De Noorse schepen zijn iets kleiner en worden niet van lange afstand luchtdoelraketten voorzien. Italië en Frankrijk bouwen beide 2 schepen van het Horizon type.
Nederland plande aanvankelijk twee schepen voor de vervanging van de fregatten van de Trompklasse. Omstreeks 1998 werden twee extra schepen besteld ter vervanging van twee fregatten van de Jacob van Heemskerckklasse, vanuit het inzicht dat de luchtdreiging groter is geworden.
De schepen werden gebouwd door Damen Schelde Naval Shipbuilding en bij de Koninklijke Marine tussen 2002 en 2005 in dienst gesteld. De vier schepen kostten uiteindelijk gezamenlijk 1,9 miljard euro.

## Taken
De fregatten van de De Zeven Provinciënklasse zijn primair schepen voor luchtverdediging van een scheepsverband op korte en middellange afstand. Hiervoor is het LAMS (Local Area Missile System) ontwikkeld. De SMART-L radar geeft daarbij een overzicht van het luchtruim op grote afstand (200+ zeemijl). De APAR heeft een korter bereik, maar geeft een volledig 360° beeld rond het schip en kan 100 luchtdoelen tegelijk volgen. Het Sirius infrarood-detectiesysteem geeft daarnaast een luchtbeeld bij radarstilte. Ca. 30 doelen kunnen gelijktijdig worden onderschept.
Secundair zijn de schepen bedoeld als vlaggenschip voor een eskader. Hiervoor is extra accommodatie voor een eskadercommandant en diens staf aanwezig.

## Bewapening

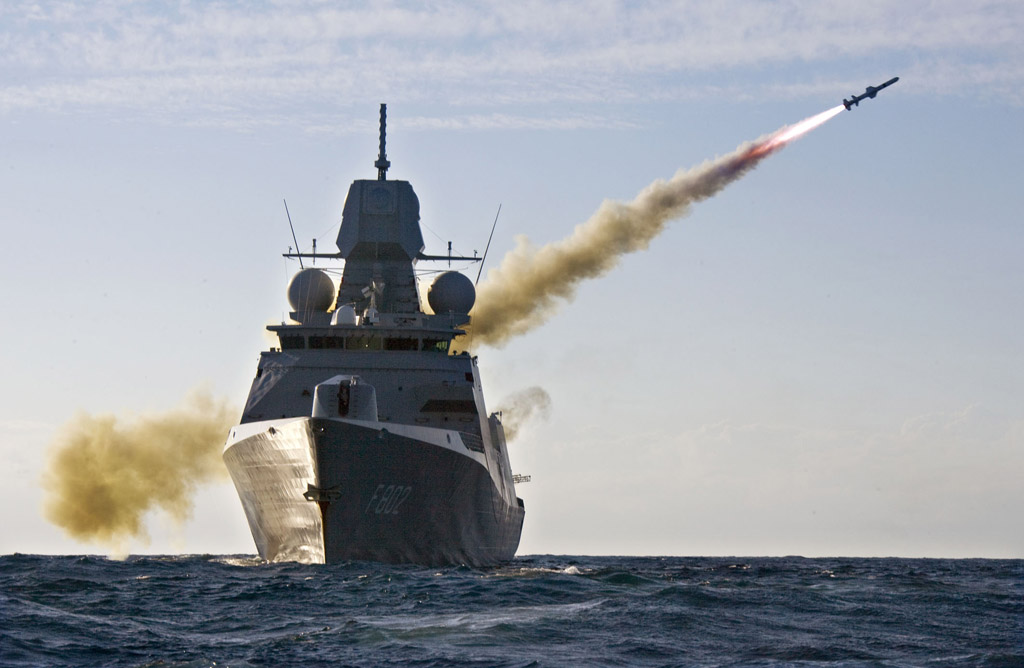
De Zeven Provinciën lanceert een Harpoon.

Aanvankelijk werd overwogen de schepen uit te rusten met het Bofors 120 mm kanon van de GW-fregatten, deze kanonnen waren inmiddels al ongeveer 50 jaar oud. Nadat men besloot niet twee, maar vier schepen te bouwen koos men voor een OTO Breda kanon van 127 mm. Vier daarvan waren overbodig geworden bij de Canadese marine na de verbouwing van de fregatten van de Iroquois-klasse. Het kanon is geschikt tegen zee- en landdoelen. Het bereik is nu met conventionele granaten ca. 24 km. In het kader van het Vulcano project wil de marine geleide munitie aanschaffen waarmee dit tot ongeveer 100 km is op te voeren. Hierdoor kunnen landdoelen beschoten worden ter ondersteuning van amfibische operaties.
Van het Amerikaanse Mk 41 VLS (Vertical Launch System) lanceersysteem zijn 5 x 8 = 40 cellen geplaatst. Deze cellen, of lanceerkokers, staan verticaal en alleen de bovenkant steekt boven het dek uit. Het Mk.41 systeem is geschikt voor de meeste gangbare (Amerikaanse) raketten. Er is ruimte voor nog eens 8 cellen, maar voorlopig wordt er niet uitgebreid.
In de standaard Nederlandse configuratie zullen 32 cellen gebruikt worden voor de Standard missile-2 (SM-2) lange afstand luchtdoelraket. De overige 8 zijn bestemd voor de RIM-162 Evolved Sea Sparrow Missile (ESSM) korte afstand luchtdoelraket. Met een quad-pack kunnen vier ESSM's per cel geplaatst worden. De ESSM is geschikt voor het onderscheppen van vliegtuigen, antischeepsraketten en schepen.
Per missie kan het aantal raketten variëren. Een optie zou bijvoorbeeld kunnen zijn: 24 SM-2 + 64 ESSM.
In november 2005 ging de Tweede Kamer akkoord met het voorstel van minister van defensie Henk Kamp tot aanschaf van ongeveer 30 Tomahawk kruisvluchtwapens. Twee LCF'en zouden hiervoor geschikt worden gemaakt. In mei 2007 besloot minister van defensie Van Middelkoop echter om financiële redenen voorlopig af te zien van aanschaf van kruisvluchtwapens.
De beide andere schepen (mogelijk alle vier nu besloten is geen kruisvluchtwapens aan te schaffen) worden waarschijnlijk geschikt gemaakt voor Theatre Ballistic Missile Defence. Hiervoor overweegt de marine Standard missile-3 (SM-3) projectielen aan te schaffen. Recent nam één fregat, de Tromp, deel aan een test nabij Hawaï, waarvoor de SMART-L radar modificaties had ondergaan. De radar was hierbij in staat om een ballistische raket waar te nemen die op ruim 400 km afstand was gelanceerd. Verwacht wordt dat het bereik van de SMART-L kan worden opgevoerd tot 2000 km.
Zoals alle fregatten zijn ze verder uitgerust met middelen voor onderzeebootbestrijding (sonar, torpedo's en helikopter), oppervlakte-oorlogvoering (8 Harpoon antischeepsraketten en het kanon) en voor zelfbescherming (Goalkeeper en machinegeweren). Momenteel worden alle 20 mm kanonnen bij de marine (o.a. van Oerlikon) vervangen door Browning M2 12,7 mm machinegeweren die gemakkelijker te bedienen zijn en waarvan er meer geplaatst kunnen worden. Er is ruimte voor een tweede Goalkeeper systeem, op de Evertsen is deze al geplaatst.
De hangar biedt ruimte aan één helikopter.

### Overzicht
Geschut en mitrailleurs:
- 1 x 127 mm OTO Breda kanon

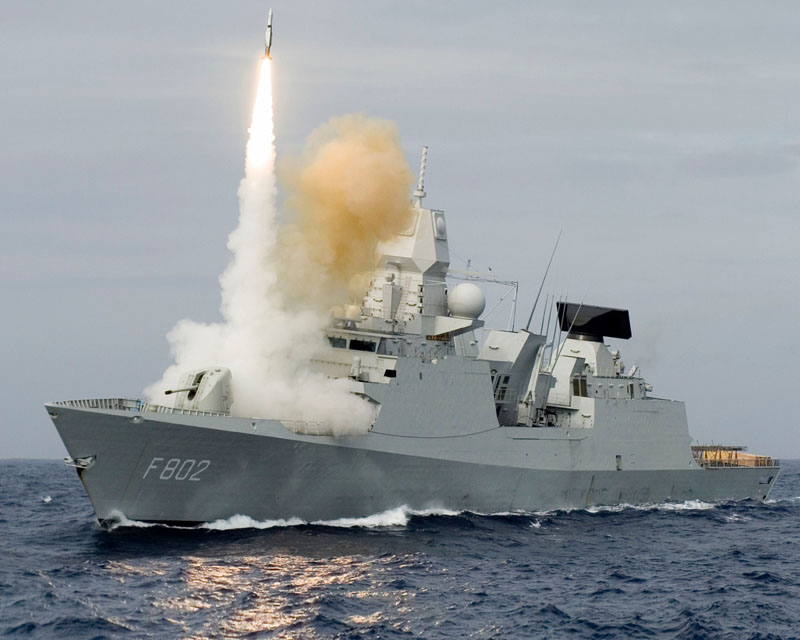
De Zeven Provinciën lanceert een SM2-raket.

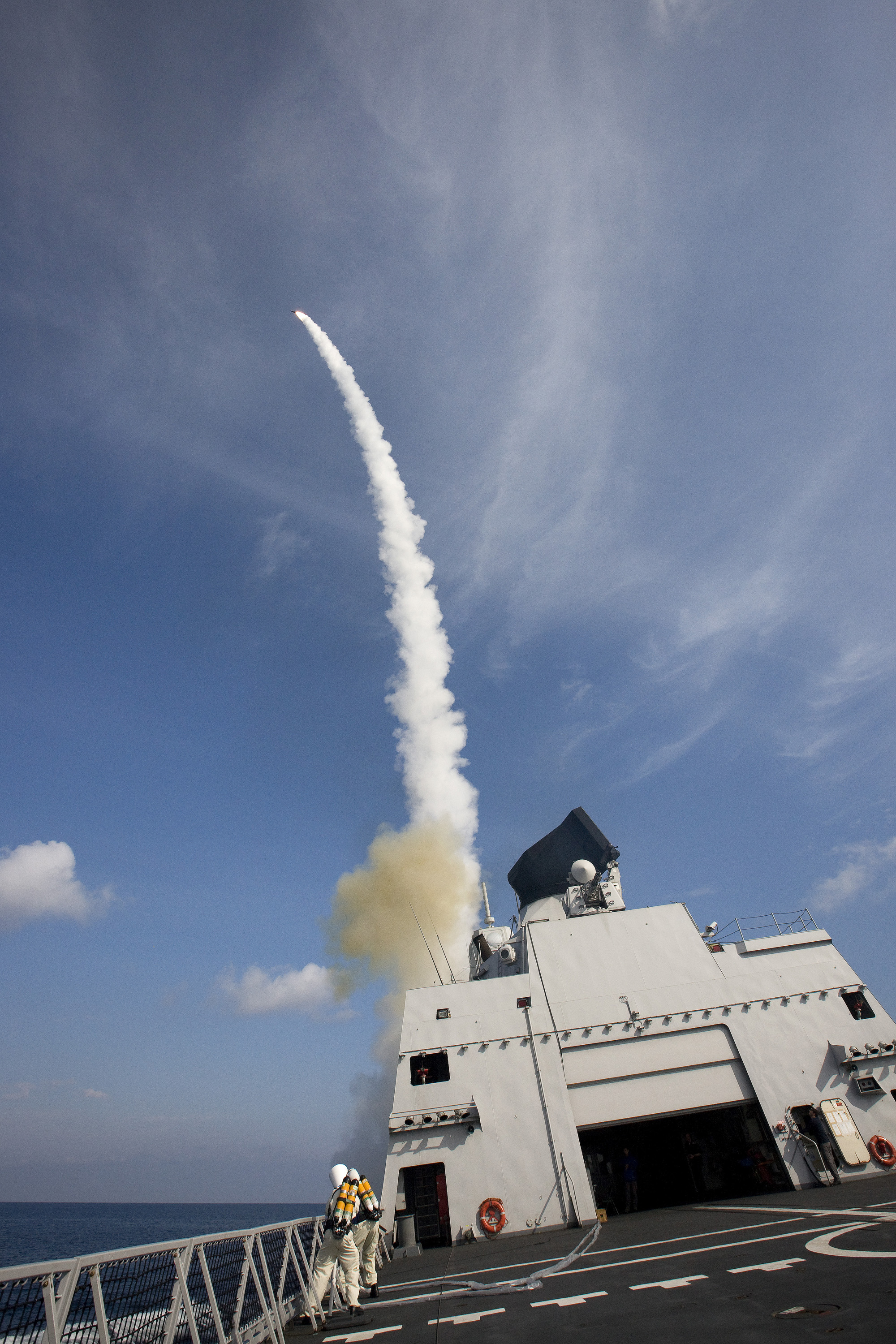
De Ruyter lanceert een SM2-raket.

- 2-4 x 12,7 mm Browning M2 mitrailleurs
- 4-6 x 7,62 mm FN MAG mitrailleurs
- 1-2 x Goalkeeper CIWS

Raketten en torpedo's:
- Mk.41 5 x 8 = 40-cel Verticaal lanceersysteem
- 32 x Standard missile SM-2 luchtdoel lange afstand
- 32 x ESSM (quadpacked) luchtdoel korte afstand
- 8 x Harpoon antischeepsraket (mogelijk ook land)
- 4 x torpedobuizen voor Mk 46 Torpedo's

Helikopters:
- 1 x NH90 NFH boordhelikopter

Vaartuigen:
- 2 x rigid hull inflatable boat (RHIB)

## Sensoren
Thales APAR/SMART
- Thales Nederland SMART-L lange afstand lucht en oppervlakte observatie radar
- Thales Nederland APAR lucht en oppervlakte zoek, volg en vuurleiding radar (I-band)
- DECCA NAV navigatieradar
- Thales Nederland Scout oppervlakte zoek/navigatie radar
- Thales Nederland Sirius IRST lange-afstand infrarood-detectiesysteem
- Thales Nederland Mirador optisch observatie en detectiesysteem
- Atlas Elektronik DSQS-24C Hull-mounted sonar
- MK XII IFF system
- Thales Nederland Sabre elektronische oorlogvoering

## Bemanning
Er is ruimte voor 207 bemanningsleden. De kernbemanning telt 169 personen. Daar komen 10 mensen bij voor de helikopterploeg. Er is daarnaast ruimte voor een eskaderstaf van 18 personen. Er is reservecapaciteit voor 7 bemanningsleden en 3 stafleden.